# Allobatinae
Allobatinae is een onderfamilie van kikkers uit de familie Aromobatidae. De groep werd voor het eerst wetenschappelijk beschreven door Taran Grant, Darrel Richmond Frost, Janalee P. Caldwell, Ronald Gagliardo, Célio Fernando Baptista Haddad, Philippe J. R. Kok, Bruce Means, Brice Patrick Noonan, Walter E. Schargel en Ward C. Wheeler 2006. In veel literatuur worden de soorten tot de pijlgifkikkers (Dendrobatidae) gerekend.
Er is nog geen Nederlandse naam voor zowel de familie als deze monotypische onderfamilie. Er zijn 51 soorten in één geslacht, alle soorten leven in delen van Zuid-Amerika. Het zijn bewoners van vochtige bossen, alle soorten leven op de bodem.

## Taxonomie
- Geslacht Allobates